# Game Link Cable

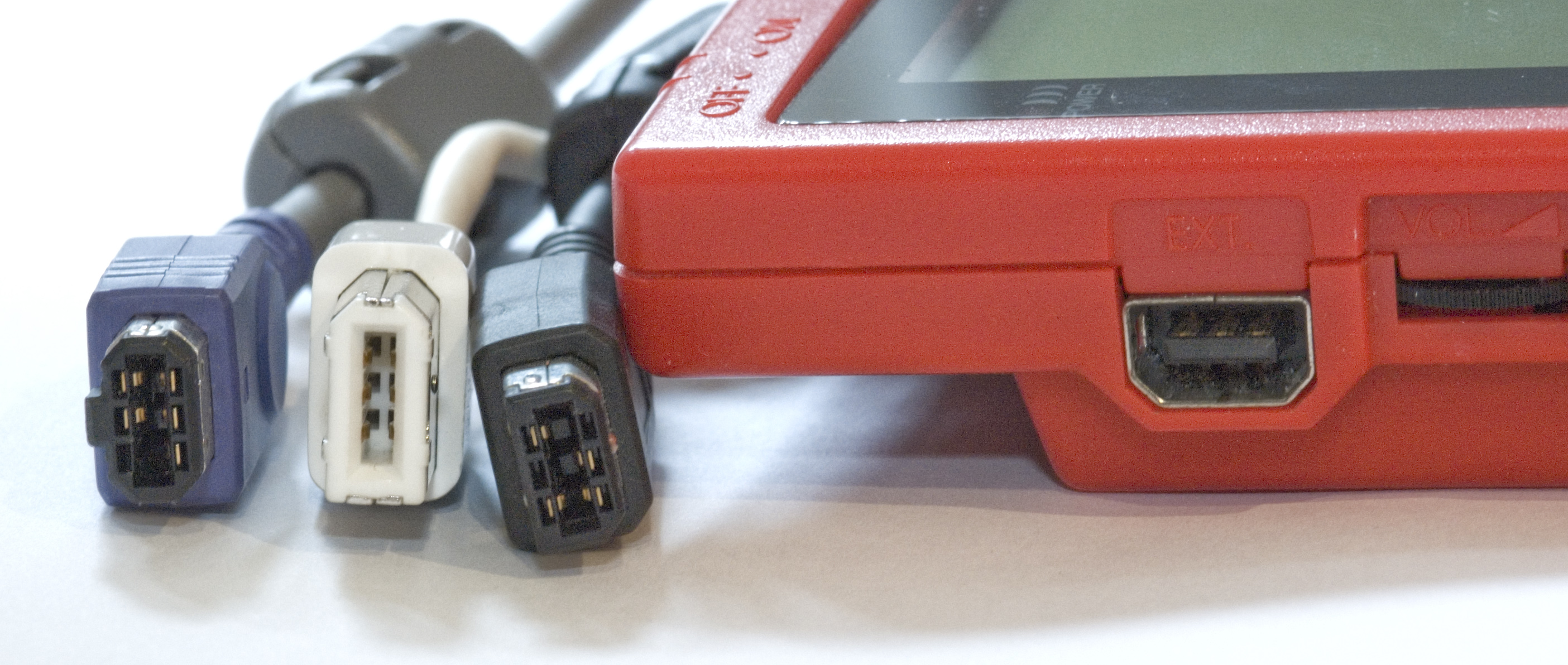
De izquierda a derecha, un enchufe del cable Game Link de Game Boy Advance, un enchufe del cable FireWire 400, un enchufe del cable Universal Game Link y un conector para el cable game link de Game Boy Pocket.

El Nintendo Game Boy Game Link Cable, más conocido como Cable Link es un accesorio para la Game Boy de sistemas de videojuegos portátiles, que permite a los jugadores conectar Game Boy de todos los tipos para jugar en modo multijugador. Dependiendo de los juegos, un cable Game Link puede ser usado para conectar dos juegos del mismo título, como Tetris, o dos juegos compatibles como Pokémon Rojo y Pokémon Azul. Los juegos pueden conectarse para competiciones cara a cara, juego cooperativo, intercambio de ítems, desbloquear características ocultas, etc.
El diseño del conector del cable Game Link influyó en el diseño del IEEE 1394/FireWire.

## Primera generación

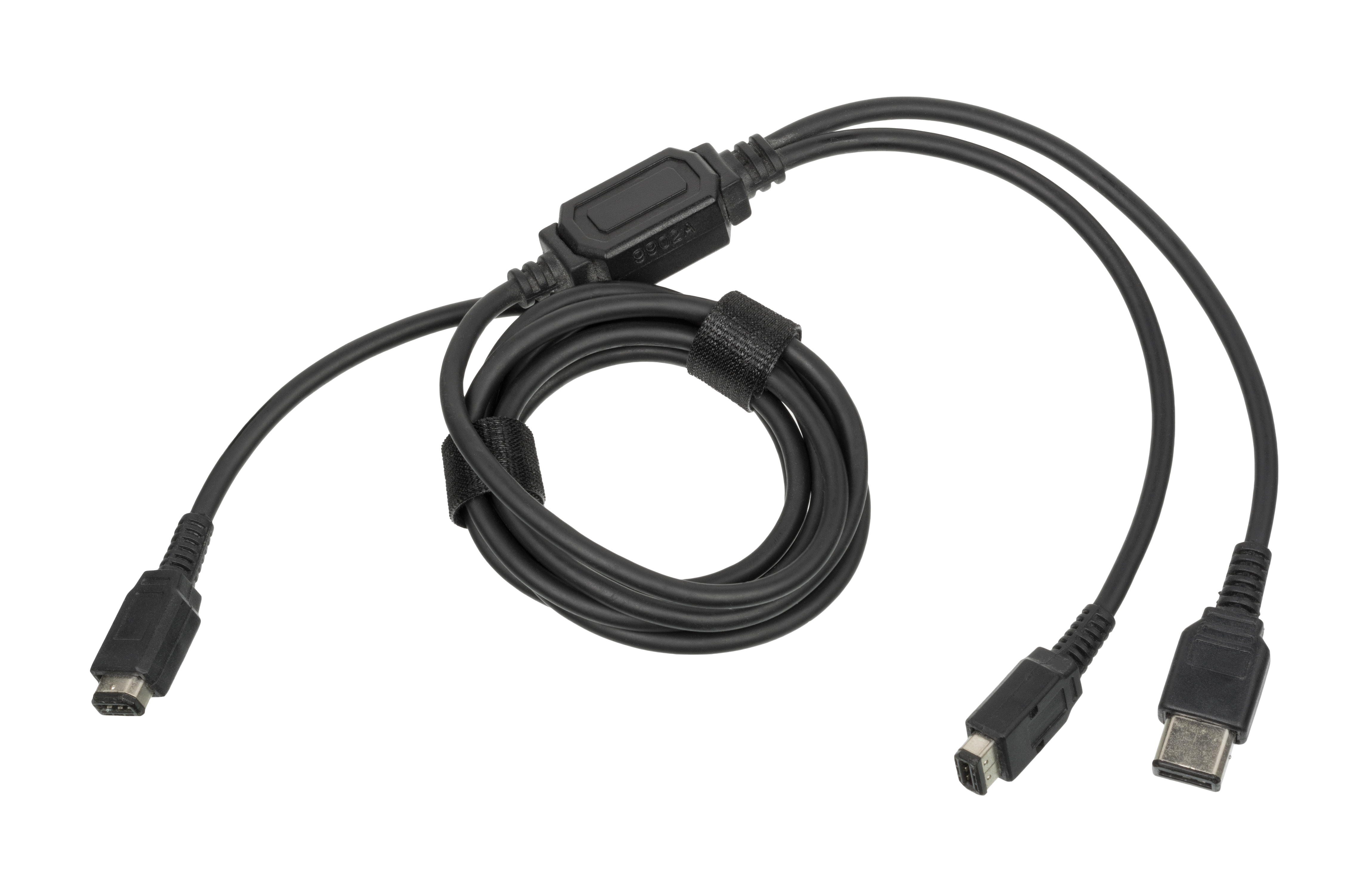
Un cable Game Link oficial para la videoconsola portátil Nintendo Game Boy

La primera generación del cable Game Link (modelo DMG-04), originalmente llamado Game Boy Video Link, tiene grandes conectores en ambos extremos y sólo puede ser utilizado por la Game Boy original. Unos pocos juegos selectos de Game Boy, como F-1 Race, Pokemon Red, soportaban modos multijugador para hasta cuatro jugadores, requiriendo cables link adicionales y el adaptador Game Boy Four Player Adapter (modelo DMG-07).